# Eria mooreana
Eria mooreana là một loài thực vật có hoa trong họ Lan. Loài này được F.Muell. ex Kraenzl. mô tả khoa học đầu tiên năm 1911.